# インドの副大統領
インドの副大統領（インドのふくだいとうりょう、भारत के उपराष्ट्रपति、英語: Vice President of the Republic of India）は、インド行政府において大統領に次ぐ第2位の役職で、大統領の継承順位は第1位である。名目上、デリー大学及びパンジャーブ大学の学長、上院議長を兼務する。

## 概要
任期は5年。大統領と共に、両院（ラージヤ・サバー、ローク・サバー）議員、及び州議会議員による間接選挙で選出される。所属議会ごとに議員の持ち票は異なり、連邦議会と州議会の総票数がほぼ同じになるよう、また州議会議員票は州人口ごとの一票の格差がなるべく生じないよう調整される。
大統領及び副大統領立候補者はインド準備銀行に15000ルピーを保証金として支払わなければならない。立候補者の条件として35歳以上の国会議員となっている。最高裁判所は、在職中の副大統領に対して違憲行為を犯した場合のみ弾劾を下すことができる。副大統領が空席となった場合は次の大統領選挙が行われるまで、選出されない。
大統領が死亡・辞任・免職などにより欠けた場合は、副大統領が6ヶ月間大統領権限を遂行する。期間中に大統領選挙を再び実施しなければならない。平時は上院議長を兼務し、通常の議事進行も行う。副大統領が大統領代行となった場合は、上院副議長が議事進行を行う。
副大統領の給与について規定はなく、上院議長として月額400000ルピーの給与を受け取っている。しかし、大統領代行へ昇格した場合は大統領の給与を得ることとなっている。

## 副大統領一覧
| 代 | 副大統領                                                      | 副大統領 | 所属政党               | 在任期間                       | 在任期間    | 大統領                                                                | 備考                                 |
| -- | ------------------------------------------------------------- | -------- | ---------------------- | ------------------------------ | ----------- | --------------------------------------------------------------------- | ------------------------------------ |
| 01 | サルヴパッリー・ラーダークリシュナン Sarvepalli Radhakrishnan |          | 無所属                 | 1952年5月13日 - 1962年5月12日  | 9年 + 364日 | ラージェーンドラ・プラサード                                          | 後に大統領へ昇格。                   |
| 02 | ザーキル・フセイン Zakir Husain                               |          | 無所属                 | 1962年5月13日 - 1967年5月13日  | 5年 + 0日   | サルヴパッリー・ラーダークリシュナン                                  | 後に大統領へ昇格。                   |
| 03 | ヴァラーハギリ・ヴェンカタ・ギリ Varahagiri Venkata Giri      |          | 無所属                 | 1967年5月13日 - 1969年5月3日   | 1年 + 355日 | ザーキル・フセイン                                                    | 後に大統領へ昇格。                   |
| 04 | ゴパル・スワルプ・パタク Gopal Swarup Pathak                  |          | 無所属                 | 1969年8月31日 - 1974年8月30日  | 4年 + 364日 | ファフルッディーン・アリー・アフマド                                  |                                      |
| 05 | バサッパ・ダーナッパ・ジャッティ Basappa Danappa Jatti        |          | インド国民会議 （INC） | 1974年8月31日 - 1979年8月30日  | 4年 + 364日 | ファフルッディーン・アリー・アフマド ニーラム・サンジーヴァ・レッディ |                                      |
| 06 | ムハンマド・ヒダーヤトゥッラー Mohammad Hidayatullah          |          | 無所属                 | 1979年8月31日 - 1984年8月30日  | 9年 + 365日 | ニーラム・サンジーヴァ・レッディ                                      | 元最高裁判所長官                     |
| 07 | ラーマスワーミ・ヴェンカタラマン Ramaswamy Venkata Raman      |          | インド国民会議 （INC） | 1984年8月31日 - 1987年7月24日  | 2年 + 327日 | ギャーニー・ジャイル・シン                                            | 元国防大臣。後に大統領へ昇格。       |
| 08 | シャンカルダヤール・シャルマー Shankar Dayal Sharma           |          | インド国民会議 （INC） | 1987年9月3日 - 1992年7月25日   | 4年 + 326日 | ラーマスワーミ・ヴェンカタラマン                                      | 後に大統領へ昇格。                   |
| 09 | コチェリル・ラーマン・ナラヤナン Kocheril Raman Narayanan     |          | インド国民会議 （INC） | 1992年10月27日 - 1997年7月24日 | 4年 + 270日 | シャンカルダヤール・シャルマー                                        | 最下層カースト初の副大統領           |
| 10 | クリシャン・カント Krishan Kant                               |          | ジャナタ・ダル         | 1997年8月21日 - 2002年7月27日  | 4年 + 340日 | コチェリル・ラーマン・ナラヤナン                                      | 在職中に死去。                       |
| 11 | バイローン・シン・シェーカーワト Bhairon Singh Shekhawat      |          | インド人民党 （BJP）   | 2017年7月25日 - 2022年7月25日  | 5年 + 0日   | アブドゥル・カラーム                                                  |                                      |
| 12 | モハンマド・ハーミド・アンサーリー Mohammad Hamid Ansari      |          | インド国民会議 （INC） | 2007年8月11日 - 2017年8月11日  | 10年 + 0日  | プラティバ・パティル プラナブ・ムカルジー                             | 副大統領として、在職最長日数を誇る。 |
| 13 | ヴェンカイアー・ナイドゥ Venkaiah Naidu                       |          | インド人民党 （BJP）   | 2017年8月11日 - 2022年8月11日  | 5年 + 0日   | ラーム・ナート・コーヴィンド                                          |                                      |
| 14 | ジャグディープ・ダンカール Jagdeep Dhankhar                   |          | インド人民党 （BJP）   | 2022年8月11日 - 2025年7月21日  | 2年 + 344日 | ドラウパディ・ムルム                                                  | 健康上の理由で辞任。                 |